# Mohammed Saoud
Mohammed Saoud (en arabe محمد سعود) est un artiste peintre, écrivain, critique d’art et infographiste né le 4 juillet 1959 à Berkane au Maroc. Réalisateur de plusieurs affiches, logos et jaquettes de romans de recueils et catalogues et pionnier de art digital en Afrique, il est également animateur de plusieurs ateliers d'art et communication. Lauréat de 48 prix et récompenses à l'échelon international.
La nature et la femme sont au centre des œuvres de Mohammed Saoud .Mais à la différence de nombreux autres artistes , ce peintre recourt à une technique récente pour extérioriser ses émotions .Il n’utilise pas de pinceaux , mais une souris .En d’autres termes , fait de l’art digital .Il est le premier artiste peintre à ce consacrer à cette nouvelle technique qu’il entend vulgariser cette  technique . L'artiste peintre Mohammed Saoud , s'installe dans le scénario de la peinture pure, c'est-à-dire qu'il n'a pas besoin de motif ou d'anecdote pour nous faire jouir de ses tableaux qui nous touchent en profondeur par sa beauté !
Contempler l'explosion des couleurs sur la toile du grand peintre Mohammed Saoud, c’est là où je jouis de félicité face à cette décharge, a la recherche du sauvage et du grandiose. Peinture brillante de constellations, ou mon âme se plait à s'enfoncer dans cet océan de couleurs  et de vibrations qui dégagent toute la signification, de la force du terroir marocain .

## Hommages
- Symposium internationale de Kénitra 2016[4]
- Premier Salon du Moyen-Orient des arts plastiques du Caire en Égypte 2012 [5]
- 3e Rencontre des arts plastiques à Sétif en Algérie 2011
- Festival des arts plastiques et photographie à Meknès 2009
- Association américano-marocaine 2005

## Tableaux sur jaquettes
- Les yeux d'Argus (en arabe : عيون أرجوس) : Poèmes de Said Mellouki [6]
- LA BERGERE DU SILENCE- Khadija Ehamrani [7]
- Bayna Naraine   (en arabe : بين نارين) Poèmes/ Édition du Jamiaat almoubdiine Almaghariba..
- Awraq Macquiaa  (en arabe : أوراق مكية) Poèmes de Mohamed Ali Rabaoui.
- Pulsations  Conception de la couverture des poèmes en 7 langues de Fatima Bouharaka
- Bahth  (en arabe : البحث عن المعاني اللامرئية ودلالات الأشياء في شعر محمد علي الرباوي). Étude de Hamid Rakata.
- Almatroudoune  (en arabe : المطرودون) Roman du Dr Maamar Bakhtaoui.
- Alkhail la tanam ala mahliha (en arabe : الخيل لا تنام على مهلها) Poèmes d'Ahmed Kanouf.
- Chorofaat  (en arabe: شرفات ) Lettres Édition du Jamiaat almoubdiine Almaghariba.
- Cheikh Karoon  (en arabe: الشيخ قارون ) Recueils d'Ahmed Belkacem.
- Riaah Noor  (en arabe : رياح النور) Poèmes d'Ahmed Elyacoubi.
- Raachaat  (en arabe :رعشات) Recueils de Sanae Belhour.
- Taranim el jabel  (en arabe : ترانيم الجبل) Poèmes d'Abdellah Lahsaini.
- Jourouh Essinine  (en arabe : جروح السنين) Poèmes d'Abdellah Lahsaini.
- Aghaani Ichkiaar  (en arabe : أغاني عشقيار)DrMazeen Charif.
- Vetue d'un corps recueils de Wafaae Mahmoud.
- Hata iazoula Samt (en arabe : حتى يزول الصداع) recueils.
- Raqsat al janaaza (en arabe : رقصة الجنازة) Poème de Driss Jarmati.
- Chahwat Daou  (en arabe : شهوة الضوء) Poèmes de Driss Massnaoui.
- Masloub ichtaha al3ichq (en arabe : مصلوب اشتهى العشق) Poèmes de Hassan Razouki.
- Hadaik Zaara (en arabe : حدائق زارا)Poèmes de Rachid Khadiri.
- Baidane qalilane  (en arabe :بعيدا قليلا) Poèmes d'Abdelhadi Roudi.
- Maraaia  (en arabe : مرايا) Roman de Mustapha Chaabane.
- Baqaia Insane  (en arabe :بقايا إنسان) Poèmes de Karima Daliasse.

## Dernières expositions
- 2018 : Salone degli Incanti  à Trieste en Italie
- 2017 : Cantieri Culturali della Zisa - ZAC - Zisa Zona Arti Contemporane à Palerme en Italie
- 2016 : Université Al Akhawayn à Ifrane[8]
- 2015 : Musée Carlo Bilotti   à Rome en Italie
- 2015: La galerie nationale Bab El Kébir à Rabat [9]
- 2014 : Palais de l'Unesco à Beyrouth en Liban
- 2014 : Ministère de la culture à Bagdad en Irak
- 2014 : Médiathèque de la mosquée Hassan II à Casablanca
- 2014 : Bibliothèque Nationale à Rabat
- 2013 : Galerie espace 2 mars à Casablanca
- 2013 : Festival international des arts plastiques Tanger
- 2012 : First show To World Wide Ministère de la culture Bagdad en Irak
- 2012 : Premier festival international des arts plastiques à Bergen  au centre Internasjonale Kultersenter, Norvège
- 2012 : Premier Salon du Moyen-Orient des arts plastiques Caire en Égypte
- 2012 : Quatrième  Salon méditerranéen des arts plastiques à Sétif en Algérie
- 2011 : Nuit des galeries au galerie Espace 2 mars à Casablanca
- 2011 : Bergen Internasjonale Kultersenter, Norvège
- 2011 : 2e rencontre Maghrébine des arts plastiques à Tanger
- 2011 : Organisateur du 2e festival international des arts plastiques "art et éducation"
- 2011 : 3e Festival international des arts plastiques et de la photographie à Meknès
- 2011 : 3e Salon méditerranéen à Sétif en Algérie
- 2011 : 2e Festival de la poésie organisé par Darat chi3r maghrebi à Fès
- 2010 : Expo donation à la cathédrale du Sacré-Cœur de Casablanca
- 2010 : 1er Festival de la poésie organisé par Darat chi3r maghrebi à Fès
- 2010 : Salon méditerranéen à Sétif en Algérie
- 2010 : 8e Festival international des arts plastiques à Fès
- 2010 : 2e Festival international des arts plastiques et de la photographie à Meknès
- 2010 : Organisateur du premier festival international des arts plastiques "art et éducation"
- 2010 : 1er salon des arts plastiques à Borj Bourridj en Algérie
- 2009 : Galerie Molière à Bergen Norvège
- 2009 : Festival international des arts plastiques et de la photographie à Meknès
- 2008 : Galerie Espace de l'art à Casablanca
- 2008 : 1er festival de Berkane le 8 août
- 2008 : 2e Festival des arts plastiques Maghrébines à Oujda le 28 juillet
- 2007 : Biennale à Florence
- 2007 : Exposition collectif au musée du monde (Wereldmuseum) à Rotterdam aux Pays-Bas le 11 juillet :
- 2006 : 4e festival des arts plastiques à Settat
- 2006 : Collectif Allamma Casablanca au Maroc
- 2005 : 1re Biennale art à Londres
- 2005 : Premier salon d’art contemporain à Casablanca au Maroc
- 2004 : Barcelone Espagne
- 2004 : Varsovie Pologne
- 2003 : Shanghai Chine
- 2003 : Courtrai Belgique
- 2002 : Festival international de Saidia
- 2001 : Premier festival des jeunes à Casablanca
- 1997 : Complexe culturel Moulay Rachid à Casablanca
- 1996 : Festival international de Saidia
- 1995 : Festival international de Saidia
- 1994 : Festival international de Saidia
- 1987 : Complexe culturel Kemal Zabdi à Casablanca
- 1987 : Centre pédagogique à Oujda
- 1987 : Palais de la municipalité à Oujda
- 1983 : Faculté des lettres et sciences humaines Université Mohammed Ier à Oujda
- 1984 : Faculté des lettres et sciences humaines Université Mohammed Ier à Oujda
- 1983 : Faculté des lettres et sciences humaines Université Mohammed Ier à Oujda
- 1983 : Faculté de droits. Université Mohammed Ier à Oujda
- 1983 : Délégation de tourisme à Oujda
- 1982 : Faculté des lettres et sciences humaines Université Mohamed Ier à Oujda